# Герасименко Володимир Якович
Володи́мир Я́кович Герасиме́нко (* 15 (27) липня 1895, містечко Вовковинці, нині смт Хмельницького району Хмельницької області — † 26 вересня 1984, Київ) — український літературознавець. Доктор філологічних наук (1961).

## Біографія
Володимир Якович Герасименко народився 15 липня (27 липня за новим стилем) 1895 року в містечку Вовковинці Летичівського повіту Подільської губернії (нині селище міського типу Хмельницького району Хмельницької області). Старший брат українського хіміка Полікарпа Герасименка.
У 1917 році закінчив Миколаївський учительський інститут. Навчався в Кам'янці-Подільському на історико-філологічному факультеті державного українського університету (умовнодійсний студент від 30 вересня 1919 року) . 1922 року закінчив Кам'янець-Подільський інститут народної освіти (нині Кам'янець-Подільський національний університет імені Івана Огієнка).
Працював викладачем у вищих навчальних закладах Миколаєва (1918), Кам'янця-Подільського (1919—1924). Був членом Кам'янець-Подільського наукового при УАН товариства .
В 1924—1930 роках працював в Одеському інституті народної освіти. Виладав українську мову на робітничому факультеті, історію української літератури. З 1928 року обіймав посаду професора та декана факультету соціального виховання.
У 1931 році Володимира Герасименка заарештували, звинуватили в контрреволюційній діяльності, вислали з України.
До 1939 року викладав у Воронежі. У 1940—1941 роках був завідувачем кафедри літератури Череповецького педагогічного інституту. У 1942—1944 роках працював завідувачем кафедри літератури та мови Башкирського вчительського інституту в місті Стерлітамак.
1944 року повернувся в Україну. У 1944—1948 роках працював старшим науковим співробітником Інституту літератури імені Тараса Шевченка.
У 1948—1953 роках був доцентом був доцентом педагогічного інституту в місті Покров Дніпропетровської області.
У 1953—1958 роках — старший науковий співробітник Науково-дослідного інституту педагогіки АН УРСР.
У 1958—1966 роках знову працював старшим науковим співробітником в Інституті літератури.
1961 року захистив докторську дисертацію. Опонентами на захисті були Олександр Білецький, Микола Гудзій, Максим Рильський.
Помер 26 вересня 1984 року в Києві на 90-му році життя. Поховано на Байковому кладовищі. На могилі біла мармурова дошка з керамічним фото, напис «Володимир Герасименко професор-українознавець. 26.IX.1984».
Був одружений із Наталею Костянтинівною Солухою — молодшою донькою лікаря та громадського діяча Костя Солухи .

## Наукова діяльність
Досліджував проблеми критичного реалізму, історію української літератури, взаємозв'язки та взаємодію національних літератур.
Вивчав літературну спадщину Степана Руданського та Анатолія Свидницького, упорядник кількох видань їхніх творів.
Писав про творчість Тараса Шевченка, Івана Франка, Марка Вовчка, Леоніда Глібова, Юрія Федьковича, Льва Толстого, Максима Горького.
Опублікував низку праць із фольклору, етнографії, історії журналістики.

### Праці
- Поезія України. — Миколаїв, 1919.
- Кармалюк в українській народній пісні. — Кам'янець-Подільський, 1926.
- Українські альманахи 80—90-х років XIX ст. — Одеса, 1928.
- Максим Горький и журнал «Жизнь юга». — Стерлитамак, 1943.
- Боротьба за критичний реалізм в українській літературі (До проблеми критичного реалізму) // Наукові записки НДІ педагогіки. — — Т. 9. — Випуск 2. — Київ, 1958.
- Анатолій Свидницький: Літературний портрет. — К., 1959.
- Зв'язки А. П. Свидницького з революційним рухом. Журнал «Жовтень», 1957, № 12.
- А. П. Свидницкий. Вступна стаття до книги: А.Свидницкий. Люборацкие. Семейная хроника. Гослитиздат, Москва, 1953.
- Степан Руданський: Життя і творчість. — К., 1985.
- Герасименко В. Кармалюк в українській народній пісні / Володимир Герасименко ; Кам'янець-Поділ. наук. при Укр. акад. наук т-во, Секція іст.-філол. — Одеса: Одесполіграф, 1926. — 16 с. : портр. [Архівовано 14 серпня 2020 у Wayback Machine.]

Автор окремих розділів восьмитомної «Історії української літератури» (томи 3, 4).